# Le Piège (film, 1917)
Pour les articles homonymes, voir Le Piège.
Pour plus de détails, voir Fiche technique et Distribution.
Le Piège (Until They Get Me) est un  film américain, réalisé par Frank Borzage, sorti en 1917.

## Synopsis
Alors qu'il est en route pour visiter sa femme sur son lit de mort, Kirby est forcé de tuer un homme en légitime défense. Il est arrêté par Selwyn, un membre de la Police montée du Nord-Ouest, qui lui permet d'aller dire un dernier adieu à sa femme. Après y être allé, Kirby échappe à Selwyn et devient un fugitif. Chaque année, il revient pour rendre visite à son fils et, lors d'un de ces séjours, il rencontre Margy, une jeune fille de ferme qui s'est enfuie pour échapper à cette vie de corvées. Kirby l'aide à passer la frontière vers le Canada où elle est adoptée par la Police montée.
Des années plus tard, Margy et Selwyn tombent amoureux l'un de l'autre et il lui raconte l'histoire de cet homme qui lui a échappé en montrant son portrait à Margy. En toute innocence, Margy permet à Selwyn de découvrir les visites annuelles de Kirby à son fils, et le fugitif est arrêté. Toutefois, grâce à l'aide de Selwyn et Margy, il prouve qu'il a agi en légitime défense, et tout finit bien lorsque Kirby est finalement acquitté.

## Fiche technique
- Titre original : Until They Get Me
- Titre en français: Le Piège
- Réalisation : Frank Borzage
- Scénario : Kenneth B. Clark
- Photographie : C. H. Wales
- Société de production : Triangle Film Corporation
- Société de distribution : Triangle Distributing Corporation
- Pays d’origine :  États-Unis
- Langue : anglais
- Format : Noir et blanc - 35 mm - 1,37:1 - Muet
- Genre : drame
- Durée : 58 minutes (5 bobines)
- Date de sortie :
  - États-Unis : semaine du 2 décembre 1917 (première à New-York)
- Licence : Domaine public

## Distribution
- Pauline Starke : Margy
- Jack Curtis : Kirby
- Joe King : Selwyn
- Wilbur Digby : Draper
- Anna Dodge : Mme Draper
- Walter Perry : Sergent Blaney